# Решетньов Василій Олексійович

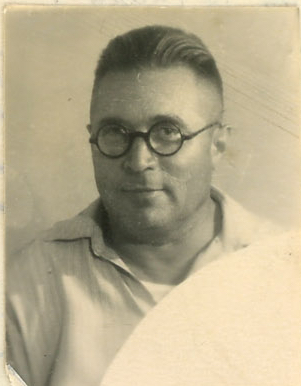
Решетньов Василій Олексійович

Василій Олексійович Решетньов (29 грудня 1911, Паволоч — 1985, Київ) — український радянський архітектор, член Спілки архітекторів УРСР. Архітектор відділу інженерних військ Північного Флоту, архітектор воєнпроекту КОВСУ. 

Нагороджений Сталінською премією в області архітектури та медаллю "За победу над Германией" (род військ - ВУС 220).

## Біографія[2]
Василій Решетньов народився в містечку Паволоч Житомирської області. Батько Василя Олексійовича — художник, іконописець (роботи зберігаються в місцевій церкві, в Музеї історії Києва). 
З 1927 по 1930 рік навчався в Київському механічному технікумі №5 (технік з холодної обробки металів). З 1930 по 1936 рік навчався в Київському будівельному інституті на факультеті архітектури (архітектор, диплом № 314). 
До 1935 року працював у Києві техніком і помічником архітектора.
1936—1938 — архітектор відділу інженерних військ Північного Флоту (Мурманськ, Ваєнга, Полярне, Кильдин).
1938—1941 — архітектор воєнного проекту КОВСУ (Киевское окружное военно-строительное управление), інженер технічного відділу КОВСУ и КЭУ, Київ.
1941—1942 — головний інженер Управління воєнного будівництва №13 Сибірського воєнного округу (Юрга I Новосибірськ).
1942 — головний інженер УВСР 377 СибОВСУ (Сибирское окружное военно-строительное управление), Красноярськ.
1942 — 1944 — зам. головного інженеру УВСР №380 СибОВСУ, Рубцовськ.
1944 — 1958 — старший інженер-інспектор (начальник ОКСа) КЭУ КВО (Квартирно-експлуатаційне Управління Київского воєнного округу), Київ.
1958 — старший інженер відділу нової техніки Держплану УРСР, Головний спеціаліст управління Держбуду УРСР.
З 1958 р. — Держбуд УРСР, начальник відділу "жилищно-гражданского и сельского строительства производственного управления", Київ, вул. Садова, 3.
Проекти Решетньова В. О. зберігаються в архівних установах України та Росії, частина з них досі засекречена.
Безпартійний.
Проживав за адресою: м. Київ, Крутий узвіз 7, кв. 4.

## Родина
- Дружина — Заранчіна (Решетньова) Олена Володимирівна (24 липня 1913, Київ)
  - Син — Решетньов Георгій Васильович (1936 - 2009)
    - Онуки
    - Решетньова Наталія Георгіївна
    - Решетньова Оксана Георгіївна
    - Решетньов Олексій Георгійович